# Ceropegia mairei
Ceropegia mairei là một loài thực vật có hoa trong họ La bố ma. Loài này được (H.Lév.) H.Huber mô tả khoa học đầu tiên năm 1957.